# تپه تخت شاه ۱
تپه تخت شاه ۱ مربوط به سده‌های ۶ تا ۹ ه.ق است و در شهرستان زابل، بخش میانکنگی، دهستان قرقری، ۱/۷ کیلومتری جنوب غربی روستای تخت عدالت واقع شده و این اثر در تاریخ ۲۸ اسفند ۱۳۸۵ با شمارهٔ ثبت ۱۸۹۶۹ به‌عنوان یکی از آثار ملی ایران به ثبت رسیده است.